# Leonardo Basurto
Leonardo Basurto Padilla, zw. „La Puiga” (ur. 14 marca 1928 w Meksyku; zm. 30 września 2009 w Columbii) – meksykański zapaśnik walczący w stylu wolnym. Olimpijczyk z Helsinek 1952, gdzie odpadł w eliminacjach w kategorii 57 kg.
Brązowy medalista igrzysk panamerykańskich w 1951 i 1955. Triumfator igrzysk Ameryki Środkowej i Karaibów w 1954 roku.

## Letnie Igrzyska Olimpijskie 1952
| Konkurencja              | Walki                     | Walki                             | Klas. końcowa |
| Konkurencja              | Pierwsza runda            | Druga runda                       | Miejsce       |
| ------------------------ | ------------------------- | --------------------------------- | ------------- |
| styl wolny, waga kogucia | Ferdinand Schmitz (GER) P | Khashaba Dadasaheb Jadhav (IND) P | druga runda   |